# 路易斯·阿尔韦托·蒙赫
路易斯·阿尔韦托·蒙赫（西班牙語：Luis Alberto Monge；1925年12月29日—2016年11月29日）是哥斯大黎加政治人物，民族解放黨成員。1982年—1986年，任哥斯大黎加總統。